# Valerius Probus
Marcus Valerius Probus, de Berytus, était un critique et grammairien romain qui travailla sous le règne de Néron.

## Biographie
Marcus Valerius Probus était un chercheur plutôt qu'un professeur. Après avoir servi dans l'armée romaine, il s'installa à Rome où il se consacra à l'étude et à la critique des auteurs classiques (en particulier des principaux poètes latins) au moyen de notes marginales et de signes, à la manière des grammairiens alexandrins. Il traita de cette façon Horace, Lucrèce, Térence et Perse ; la biographie qui nous parvenue de ce dernier est probablement extraite de son édition du poète. À l'exception de ces textes, il publia peu mais ses conférences ont été conservées dans les notes prises par ses auditeurs. Certaines de ses critiques sur Virgile peuvent avoir été conservées dans le commentaire sur les Bucoliques et les Géorgiques qui porte son nom. Nous possédons de lui un traité De notis, probablement extrait d'un ouvrage plus important, qui contient une liste des abréviations utilisées dans les écrits officiels (en particulier les noms propres), dans les lois, les édits et les plaidoiries. Ses ouvrages Epistula ad Marcellum, De genetivo Graeco et De temporum connexione sont perdus.
Une brève biographie de Probus est relatée par Suétone.